# Гостятино
Гостятино (рос. Гостятино) — присілок у Волосовському районі Ленінградської області Російської Федерації.
Населення становить 4 особи. Належить до муніципального утворення Сабське сільське поселення.

## Історія
Від 1 серпня 1927 року належить до Ленінградської області.

## Населення
| 1838 | 1862 | 1997 | 2007 | 2010 | 2014 | 2017 |
| ---- | ---- | ---- | ---- | ---- | ---- | ---- |
| 163  | ↗181 | ↘1   | ↗7   | ↘0   | ↗3   | ↗4   |